# هيما (أسطورة)
هيما (بالإنجليزية: Hema)‏ والد توهاكي Tawhaki وكاريهي Karihi. قتل على يد بوناتوري Ponaturi، التي تشبه الأرواح وتعيش تحت البحر في النهار ولكنها تأتي إلى الساحل ليلا، لتمضي الليل في بيت هيما. وقد علقوا جمجمته تحت أطاريف بيته الخاص. وكان البناتوري قد أبقوا على زوجة هيما واسمها يوروتونغا Urutonga ولكن فرضوا عليها أن تبقى بعيدا عن البيت أثناء الليل. وانتقمت هي وأبناؤها لمقتله وبقتل كل البونوتاري. كان هيا ابن الربة ويتيري Waitiri وكاي تانغاتا Kai Tangata، ولكن في أسطورة هاوائية كان هيما ابن ماهینا Mahina ربة القمر.